# Hirikadlur, Hassan
Hirikadlur là một làng thuộc tehsil Hassan, huyện Hassan, bang Karnataka, Ấn Độ.